# II. třída okresu Ústí nad Orlicí
 II. třída okresu Ústí nad Orlicí  je fotbalová soutěž pořádána Fotbalovou asociací České republiky. Jedná se o 8. stupeň v českých fotbalových soutěžích. Hraje se každý rok od léta do jara příštího roku. Na konci ročníku nejlepší tým postupuje do I.B třídy Pardubického kraje. Naopak nejhorší jeden, dva, potažmo tři, týmy sestupují do III. třídy okresu Ústí nad Orlicí. Vše záleží na situaci ve vyšší soutěži, kde se střetávají týmy nejen z okresu Ústí nad Orlicí, ale také z okresu Svitavy. Sestupují tam dva celky a pokud oba sestupující patří do druhého okresu, z II. třídy okresu Ústí nad Orlicí sestupuje pouze jeden tým, pokud do této soutěže sestupuje jeden tým z vyšší soutěže, loučí se dva týmy. Pokud jsou oba sestupující z I.B třídy Pardubického kraje z tohoto okresu, s okresní II. třídou se loučí trojice posledních nebo postupuje více mužstev.

## Složení účastníků pro sezonu 2024/2025[1]
- 1. FC Žamberk
- FC Jiskra 2008
- FK Kerhartice
- FK Mistrovice
- FK SPARTAK Choceň "B"
- Fotbal Žichlínek
- Sportovní klub Rybník
- Tělocvičná jednota Sokol Sruby
- Tělovýchovná jednota Sokol Tatenice "B"
- Tělovýchovná jednota Spartak Brandýs nad Orlicí
- TJ Sokol Černovír
- TJ Sokol Řetová
- TJ Sopotnice
- TJ Tatran Lichkov

## Vítězové
| Ročník    | Vítězný tým            |
| --------- | ---------------------- |
| 2003/2004 | SK Vysoké Mýto „B“     |
| 2004/2005 | FK Česká Třebová „B“   |
| 2005/2006 | FO Lanškroun           |
| 2006/2007 | SK Sloupnice           |
| 2007/2008 | TJ Sokol Verměřovice   |
| 2008/2009 | FK Dolní Dobrouč       |
| 2009/2010 | FO Lanškroun "B"       |
| 2010/2011 | SK Sloupnice           |
| 2011/2012 | TJ Jablonné nad Orlicí |
| 2012/2013 | TJ Sokol Řetová        |
| 2013/2014 | TJ Sokol Sruby         |
| 2014/2015 | TJ Semanín             |
| 2015/2016 | TJ Sokol Těchonín      |
| 2016/2017 | TJ Sokol Tatenice      |
| 2017/2018 | Fotbal Žichlínek       |
| 2018/2019 | TJ České Heřmanice     |
| 2019/2020 | FK Dolní Dobrouč       |
| 2020/2021 | FK Dolní Dobrouč       |
| 2021/2022 | FK Jehnědí 1980        |
| 2022/2023 | FK Česká Třebová „B“   |
| 2023/2024 | TJ Sokol Libchavy      |